# Katharina Pethke
Katharina Pethke (* 1979 in Hamburg) ist eine deutsche Filmemacherin.

## Leben
Katharina Pethke ist eine deutsche Filmemacherin. Sie studierte in Hamburg und an der Kunsthochschule für Medien Köln. Die Stipendiatin der Studienstiftung des deutschen Volkes schloss ihr Studium im Bereich Audiovisuelle Medien an der Kunsthochschule für Medien Köln 2010 mit den Diplomfilmen In Dir muss brennen und Louisa mit Auszeichnung ab. Von 2012 bis 2019 war Katharina Pethke Professorin für Film an der Hochschule für Bildende Künste Hamburg.

## Filmografie
- 2005: Anophtalmus
- 2007: In Liebe - Britta Schmidt (With Love - Britta Schmidt)
- 2009: In Dir muss brennen (Burning Within)
- 2011: Louisa
- 2016: Jedermann (Everyman)
- 2019: Dazwischen Elsa (Elsa In-Between)
- 2021: Jedermann und Ich (Everyman and I)
- 2022: Uncanny Me
- 2023: Jedermann und Ich - Ein Porträt in 3 Kapiteln
- 2024: Reproduktion (Reproduction)

## Auszeichnungen
- 2007: Prädikat besonders wertvoll der Filmbewertungsstelle Wiesbaden für den Film Anophtalmus
- 2008: Gewinnerin der ZDF/3sat- und DOK-Leipzig-Ausschreibung Mein Leben in Sicherheit für den Film In Dir muss brennen
- 2010: Förderpreis des Büros für Gleichstellung an der Kunsthochschule für Medien Köln
- 2011: Prädikat besonders wertvoll der Filmbewertungsstelle Wiesbaden für den Film Louisa
- 2011: Förderpreis des Landes Nordrhein-Westfalen für junge Künstlerinnen und Künstler im Bereich Film
- 2011: Goldene Taube im Deutschen Wettbewerb bei DOK Leipzig für den Film Louisa
- 2011: Deutscher Kurzfilmpreis, Sonderpreis für einen Film mit einer Länge zwischen 30 und 78 Minuten für den Film Louisa
- 2015: Prädikat besonders wertvoll der Filmbewertungsstelle Wiesbaden für den Film Jedermann
- 2019: Lobende Erwähnung der Jury bei doxs! Duisburg für den Film Dazwischen Elsa